# Louis Price
Louis Bernhardt Price (n. 29 martie 1953) este un cântăreț american de R&B și soul și totodată actor, cel mai cunoscut ca solistul vocal al primei componențe post-Dennis Edwards a trupei The Temptations din 1977 până în 1980. 